# جيمس جي. وينانز
جيمس جي. وينانز هو قاضي ومحامي وسياسي أمريكي، ولد في 7 يونيو 1818 في مايسفيل في الولايات المتحدة، وتوفي في 28 أبريل 1879 في زينيا في الولايات المتحدة. نشط حزبياً في الحزب الجمهوري. وقد انتخب عضو مجلس النواب الأمريكي ‏.